# Giovanni Arcimboldo
Pour les articles homonymes, voir Arcimboldo (homonymie).
Giovanni Arcimboldo, le cardinal de Novara ou le cardinal de Milan (né fin 1426 à Milan ou à Parme en Lombardie, Italie, alors dans le duché de Milan, et mort à Rome, le 2 octobre 1488) est un cardinal italien de l'Église catholique.

## Biographie
Giovanni Arcimbaldo étudie à l'université de Pavie et suit des cours de lettres avec l'humaniste italien François Philelphe. Il est marié et a une fille et neuf enfants illégitimes et entre dans l'état ecclésiastique après la mort de sa femme. Arcimbaldo est nommé chanoine à Piacenza et est nommé évêque de Novara en 1468.
Sur demande du duc de Milan, Arcimbaldo est créé cardinal par le pape Sixte IV au consistoire du 14 mai 1473. Le cardinal Arcimbaldo est préfet du tribunal suprême de la Signature apostolique et est camerlingue du Collège des cardinaux en 1476 pendant l'absence du cardinal Giacomo Ammannati-Piccolomini. En 1477 Arcimbaldo est nommé légat a latere à Pérouse et légat en Hongrie et Allemagne. Il est camerlingue du Sacré Collège de 1482 à 1484. En 1484 Arcimbaldo est nommé archevêque de Milan.
Arcimbaldo participe au conclave de 1484, lors duquel Alexandre VIII est élu.